# Фрата
 Тази статия е за селото в Румъния.  За общината вижте Фрата (община).  
Фрата (на румънски: Frata) е село в централна Румъния, административен център на община Фрата в окръг Клуж. Населението му е около 1 730 души (2002).
Разположено е на 337 m надморска височина в Трансилванското плато, на 37 km източно от Клуж-Напока и на 41 km северозападно от Търгу Муреш. 8% от жителите са цигани, а 6% - етнически унгарци.